# 茨城電気 (1931-1942)
本項では石岡電気株式会社（いしおかでんき かぶしきがいしゃ）とその後身である茨城電気株式会社（いばらきでんき かぶしきがいしゃ）について述べる。
石岡電気は茨城県新治郡石岡町（現・石岡市）に存在した電気事業者である。1911年（明治44年）11月に資本金5万円で浜兵右衛門が設立した。石岡電気は後に高浜電気株式会社・北総電気株式会社・三郷電気株式会社を吸収し、1931年（昭和6年）12月には北浦電気株式会社と合併して茨城電気株式会社を設立した。
茨城電気も石岡電気と同じく本社を石岡町に置き、社長には浜が就任していた。茨城電気は設立から約11年後の1942年（昭和17年）9月1日、国家総動員法に基づく配電統制令により関東配電株式会社に統合された。統合前の茨城電気は茨城県新治郡・鹿島郡・行方郡の大部分と東茨城郡・猿島郡・北相馬郡の一部を供給範囲とし、大日本電力株式会社・東京電灯株式会社と並び茨城県における電気供給事業を三分していた。

## 沿革

### 石岡電気創業期
茨城県新治郡石岡町で醤油醸造業を営んでいた浜 兵右衛門は、1910年（明治43年）に関西旅行をした際、地方にも電灯が普及している様を見て石岡町の電化を企画する。浜は資本金5万円の株式会社を設立して石岡町内に1,000灯の電灯を供給することを目標とした。浜を始めとする石岡町の有力商人（花塚仁兵衛・小沼銀三郎・村田勝次郎・栗栖佐兵衛・山本吉蔵・久松直助・金子源兵衛・矢口幸三郎・平井栄之助）の10人が発起人となり、1910年（明治43年）12月に石岡町一帯への電灯・電力供給を目的として石岡電気株式会社の設立願を提出した。1911年（明治44年）5月に逓信省より事業許可が下りると同時に浜達は株式の募集を始めた。ただし、浜は町外から資金を集めることを嫌ったために株式が中々集まらず、創業には苦労が生じたという。
1911年（明治44年）11月14日に創立総会が開かれ、資本金5万円の石岡電気が設立された。取締役社長には浜が、専務取締役には金子が選出され、他の発起人も取締役や監査役に就任した。石岡電気はさっそく電源開発に取り掛かるが、石岡町付近の加波山系には水力発電に適切な河川が見つからなかったため、火力発電を電源とすることとした。石岡発電所（認可出力75キロワット）という名の火力発電所が石岡電気の本社南に建設され、所内にはラストン社製38馬力蒸気機関2基とウェスチングハウス社製75キロワット三相交流発電機（電圧2,200ボルト、周波数60ヘルツ）が設置された。石岡町内の需要家に対しては100ボルト炭素白熱灯の設置工事が行われた。1912年（大正元年）10月28日、石岡電気は発電所の竣工と同時に石岡町内445戸に電灯・電力供給を行った。開業当時の電灯供給数は870灯であり、一ヶ月の収入は600円に満たなかったという。また、初めに設置された蒸気機関の効率は極めて悪く、1913年（大正2年）1月にはドイツのケルチング社製120馬力サクションガス機関1基に蒸気機関が置き換えられた。

### 石岡電気発展期
1914年（大正3年）に第一次世界大戦が勃発すると、好景気のために需要家数が増加した。また、燃料用コークスの価格が高騰したことから石岡電気は利根発電からの受電を計画する。利根発電は1915年（大正4年）7月に岩室発電所を竣工したばかりで余剰電力を抱えており経営の悪化が生じていた。そのため石岡電気は水海道電気・土浦電気・高浜電気・鉾田電気と共に安価で受電が行えることになった。受電に備え、石岡電気は利根発電の埼玉県大相模変電所から野田 - 水海道 - 土浦 - 高浜を経て石岡町に至るまで、3,500ボルトの送電線を架設した。配電用に2,200ボルトまで降圧するため、石岡町には15キロボルトアンペア単巻変圧器3基を設置した。石岡電気が利根発電から実際に受電を始めたのは1916年（大正5年）6月からである。1916年（大正5年）7月には供給区域拡大の工事資金を得るため、臨時株主総会を開いて資本金を5万円から10万円に増資した。
1910年代後半に石岡電気は隣町である高浜町に存在した高浜電気株式会社を吸収している。この高浜電気は高浜町で肥料商を営んでいた広瀬慶之助が地元有志と協力して創業した会社である。同社は1911年（明治44年）12月7日に事業許可が下り、1913年（大正2年）10月1日に高浜発電所（ガス力発電、認可出力30キロワット）を竣工して電灯・電力供給を始めた。1915年（大正4年）からは電力需要に応えるため、石岡電気らと共に利根発電からの受電を始めた。この後、高浜電気は火災に見舞われた後に石岡電気に吸収されるが、『茨城電力史 上』と『石岡市史 下巻 通史編』では火災発生場所・電力融通の有無・吸収理由が下記のように異なっている。
- 『茨城電力史 上』では1919年（大正8年）に火力発電所の修理中に火災が発生し、発電機能が失われたとしている。関係者による協議の結果、効率の悪い小容量発電所を再建設するよりも受電をした方が経済的だと判断し、高浜電気は石岡電気から受電を始めた。石岡発電所から高浜までの約4キロメートルの間に3,000ボルトの送電路を架設し、既存の配電線に接続した。その後、石岡電気と高浜電気の社長同士で協議し、1919年（大正8年）8月10日に高浜電気の設備・権利を石岡電気に譲渡することとなった[16]。
- 『石岡市史 下巻 通史編』では1918年（大正7年）に変電所が火災に見舞われ、10日間の営業停止と約三ヶ月に渡る夜間の電圧降下、昼間の隔日送電といった状態に追い込まれたとしている。この頃、逓信省は固定資産の節約、営業費の軽減、事故の防止などの目的で電気事業者の合併を奨励していたため、1919年（大正8年）8月に石岡電気が高浜電気を買収するという形で合併した[14]。

いずれにせよ高浜電気が火災に見舞われたこと、石岡電気に吸収されたことは共通している。高浜電気吸収の翌月である1919年（大正8年）9月、石岡電気は資本金を10万円から30万円に増資した。
1920年代には石岡電気は製氷事業も始めている。1920年（大正9年）10月の臨時株主総会において、石岡電気は製氷事業を副業とすることを定めた。後にアメリカのフリック社製で昼夜7.5トンの製造能力を有するアンモニアガス式製氷機を購入し、1921年（大正10年）5月に石岡電気は製氷事業の営業を開始した。1927年（昭和2年）の『茨城県銀行会社録』によれば、石岡電気の製氷部は8万6915円の資金を持ち、従業員が8名従事していたという。
1921年（大正10年）6月、利根発電との受電契約が切れると、石岡電気は茨城電力と300キロワットの受電契約を締結した。これに合わせて水戸・石岡間に24マイルの1万ボルト送電線を架設し、石岡電気本社内に変電所を設けて1922年（大正11年）8月13日に受電を開始した。茨城電力からの受電と同時期に石岡町内の火力発電所は廃止された。さらに資本金を75万円に増資し、供給区域を拡大した。
1925年（大正14年）5月31日、茨城電力と郡山電気が合併し東部電力が誕生した。東部電力は結城・笠間・水戸方面の電源確保のため、東京電灯東小山変電所から5万ボルト送電線を架設した。結城・笠間・水戸にはそれぞれ5万ボルト用の変電所を建設した。笠間変電所には2万ボルトのタップを設け、笠間 - 石岡間に送電線を延長し、石岡変電所を2万ボルトで受電することとし、水戸 - 石岡間の1万ボルト送電線は廃止された。
1927年（昭和2年）から1928年（昭和3年）にかけて、石岡電気は北総電気株式会社・三郷電気株式会社と立て続けに合併した。まず1927年（昭和2年）12月26日に新治郡石岡町に本社を置く北総電気と合併した。1927年（昭和2年）3月時点での北総電気の資本金は10万円（払込5万円）であり、1926年（昭和元年）末時点では猿島郡3村、北相馬郡3村に電力供給を行っていた。1928年（昭和3年）1月1日には行方郡玉川村に本社を置く三郷電気と合併した。1927年（昭和2年）3月時点での三郷電気の資本金は7万円（払込4万2千円）であり、1926年（昭和元年）末時点では行方郡3村に電力供給を行っていた。

### 茨城電気時代
1931年（昭和6年）12月には石岡電気と北浦電気株式会社が合併し、茨城電気株式会社が設立された。この北浦電気は1921年（大正10年）6月3日に市村貞造によって資本金50万円で設立された会社である。1931年（昭和6年）には石岡電気より30キロワットを受電し、鹿島郡7町村・行方郡6村・東茨城郡3村を供給区域とし、需要家3,800戸に対し5,967灯を供給、電力については106.0キロワット（電動機70.0キロワット、電気事業者36.0キロワット）を供給していた。新設時の茨城電気は資本金を152万5千円（払込142万9645円）とし、本社所在地を茨城県新治郡石岡町石岡に置いた。社長には浜兵右衛門が就任した。
茨城電気は設立から11年後の1942年（昭和17年）に関東配電株式会社に統合されることとなるが、 『茨城電力史 上』はその間の出来事を何も述べていない。『石岡市史 下巻 通史編』は11年の間に茨城電気は鹿南電気株式会社と合併したと述べている。しかし、『関東の電気事業と東京電力 資料編』と『電気年鑑 昭和16年版』は鹿南電気は1940年（昭和15年）4月に東京電灯株式会社に事業譲渡したと述べており、茨城電気と鹿南電気の関係については何も述べていない。
1942年（昭和17年）9月1日、茨城電気は国家総動員法に基づく配電統制令により関東配電に統合された。この時、茨城電気の電気事業設備は簿価で154万4680円とされ、譲渡金額は172万4593円であった。統合前の茨城電気は資本金152万5千円で、新治郡・鹿島郡・行方郡の大部分と東茨城郡・猿島郡・北相馬郡の一部を供給範囲とし、大日本電力株式会社・東京電灯と並び茨城県における電気供給事業を三分していた。また、社長の浜をはじめとする取締役・監査役などの会社経営者達は死去による以外は創業時と全く変化がなく、死去した役員の後任も全て石岡町内の有力商人層から選任されるという地元に根差した企業であった。

## 供給区域
1938年（昭和13年）12月末時点での茨城電気の電灯・電力供給区域は以下の通り。下記一覧では、1931年（昭和6年）6月時点での石岡電気の電灯・電力供給区域と比較し、茨城電気時代に新たに供給範囲となった市町村を太字で記した。
- 新治郡
  - 石岡町 - 高浜町 - 園部村 - 志筑村 - 小桜村 - 山ノ荘村 - 七会村 - 新治村 - 三村 - 志士庫村 - 関川村 - 田余村 - 玉川村 - 安飾村 - 斗利出村
- 東茨城郡
  - 小川町 - 竹原村 - 堅倉村 - 上野合村 - 白河村 - 橘村
- 行方郡
  - 玉造町 - 立花村 - 手賀村 - 玉川村 - 行方村 - 小高村 - 秋津村 - 現原村 - 武田村 - 津澄村 - 要村 - 大和村
- 猿島郡
  - 長須村 - 中川村 - 七郷村
- 北相馬郡
  - 坂手村 - 菅生村 - 内守谷村 - 大井沢村
- 鹿島郡
  - 鉾田町 - 巴村 - 大谷村 - 諏訪村 - 新宮村 - 上島村 - 白鳥村 - 沼前村 - 徳宿村

## 発電所

### 石岡発電所
石岡発電所は1912年（大正元年）10月28日に竣工した発電所である。所在地は茨城県新治郡石岡町で、認可出力は75キロワット。竣工当初はラストン社製38馬力蒸気機関2基とウェスチングハウス社製75キロワット三相交流発電機（電圧2,200ボルト、周波数60ヘルツ）から成る火力発電所であった。しかし蒸気機関の効率が悪かったため、1913年（大正2年）1月にドイツのケルチング社製120馬力サクションガス機関に置き換えられた。需要家へは50, 100, 200ボルトのいずれかに降圧して配電した。廃止時期は『関東の電気事業と東京電力 資料編』には記載がないが、『茨城電力史 上』では1922年（大正11年）8月13日に茨城電力からの受電開始と同時に「石岡町内の火力発電所は廃止した」と述べている。ただし、『電気事業要覧』では1916年（大正5年）以降から既に使用が確認出来ない（発電・受電量）。

### 高浜発電所
高浜発電所は1913年（大正2年）10月1日に竣工した発電所である。所在地は茨城県新治郡高浜町で、認可出力は30キロワット。原動機をイギリスのカイノック社製65馬力サクションガス機関とし、発電機にはスイスのブラウンボベリ社製30キロワット三相交流発電機（電圧3,300ボルト、周波数60ヘルツ）を用いた。需要家へは50, 200ボルトのいずれかに降圧して配電した。1919年（大正8年）8月10日に高浜電気から石岡電気に所有が変遷した。廃止時期は『関東の電気事業と東京電力 資料編』には記載がないが、『電気事業要覧』では1923年（大正12年）以降から既に使用が確認出来ない（発電・受電量）。

## 発電・受電量
| 年   | 発電所名 | 発電種別 | 発電量 [kW] | 受電元              | 受電量 [kW] | 合計 [kW] | 出典   |
| ---- | -------- | -------- | ----------- | ------------------- | ----------- | --------- | ------ |
| 1912 | 石岡     | ガス力   | 75.0        | -                   | -           | 75.0      | [ 37 ] |
| 1914 | 石岡     | ガス力   | 75.0        | -                   | -           | 75.0      | [ 38 ] |
| 1915 | 石岡     | ガス力   | 75.0        | 利根発電            | 66.93       | 141.93    | [ 39 ] |
| 1916 | -        | -        | -           | 利根発電            | 66.93       | 66.93     | [ 40 ] |
| 1917 | -        | -        | -           | 利根発電            | 81.93       | 81.93     | [ 41 ] |
| 1918 | -        | -        | -           | 利根発電            | 81.93       | 81.93     | [ 42 ] |
| 1919 | 高浜     | ガス力   | 30.0        | 利根発電            | 157.8       | 187.8     | [ 43 ] |
| 1921 | 高浜     | ガス力   | 30.0        | 利根発電            | 325.89      | 355.89    | [ 44 ] |
| 1923 | -        | -        | -           | 不明                | 555.0       | 555.0     | [ 45 ] |
| 1924 | -        | -        | -           | 茨城電力/東京電灯   | 430.0/128.0 | 558.0     | [ 46 ] |
| 1925 | -        | -        | -           | 東部電力/東京電灯   | 430.0/250.0 | 680.0     | [ 47 ] |
| 1926 | -        | -        | -           | 東部電力/東京電灯   | 430.0/250.0 | 680.0     | [ 48 ] |
| 1927 | -        | -        | -           | 東部電力/東京電灯   | 430.0/250.0 | 680.0     | [ 49 ] |
| 1928 | -        | -        | -           | 東部電力/東京電灯   | 460.0/350.0 | 810.0     | [ 50 ] |
| 1929 | -        | -        | -           | 東部電力/東京電灯   | 500.0/510.0 | 1010.0    | [ 51 ] |
| 1930 | -        | -        | -           | 東部電力/東京電灯   | 500.0/510.0 | 1010.0    | [ 52 ] |
| 1931 | -        | -        | -           | 東部電力/東京電灯   | 600.0/510.0 | 1110.0    | [ 53 ] |
| 1932 | -        | -        | -           | 東部電力/東京電灯   | 600.0/510.0 | 1110.0    | [ 54 ] |
| 1933 | -        | -        | -           | 東部電力/東京電灯   | 600.0/500.0 | 1100.0    | [ 55 ] |
| 1934 | -        | -        | -           | 東部電力/東京電灯   | 600.0/500.0 | 1100.0    | [ 56 ] |
| 1935 | -        | -        | -           | 東部電力/東京電灯   | 600.5/500.0 | 1100.5    | [ 57 ] |
| 1936 | -        | -        | -           | 大日本電力/東京電灯 | 600.5/500.0 | 1100.5    | [ 58 ] |
| 1937 | -        | -        | -           | 大日本電力/東京電灯 | 600.5/500.0 | 1100.5    | [ 59 ] |
| 1938 | -        | -        | -           | 大日本電力/東京電灯 | 700.0/510.0 | 1210.0    | [ 60 ] |
| 1939 | -        | -        | -           | 大日本電力/東京電灯 | 700.0/510.0 | 1210.0    | [ 61 ] |

- 1932年以降は茨城電気のデータ。

## 電灯・電力取付数
| 年   | 電灯取付数 | 電灯取付数 | 電灯取付数 | 電力取付数  | 電力取付数      | 電力取付数 | 電力取付数 |
| 年   | 需要家数   | 灯数       | 出典       | 電動機 [kW] | 電気事業者 [kW] | 合計 [kW]  | 出典       |
| ---- | ---------- | ---------- | ---------- | ----------- | --------------- | ---------- | ---------- |
| 1912 | 445        | 1,174      | [ 62 ]     | -           | -               | -          | -          |
| 1913 | 774        | 1,905      | [ 63 ]     | -           | -               | -          | -          |
| 1914 | 843        | 2,146      | [ 64 ]     | 1.0         | 0.0             | 1.0        | [ 65 ]     |
| 1915 | 921        | 2,208      | [ 66 ]     | 5.0         | 0.0             | 5.0        | [ 67 ]     |
| 1916 | 1,438      | 3,088      | [ 68 ]     | 27.0        | 0.0             | 27.0       | [ 69 ]     |
| 1917 | 1,824      | 3,758      | [ 70 ]     | 78.4        | 0.0             | 78.4       | [ 71 ]     |
| 1918 | -          | -          | -          | 100.3       | 0.0             | 100.3      | [ 72 ]     |
| 1919 | 3,726      | 7,172      | [ 73 ]     | 190.0       | 50.0            | 240.0      | [ 74 ]     |
| 1921 | 4,908      | 9,454      | [ 75 ]     | 237.1       | 77.0            | 314.1      | [ 76 ]     |
| 1923 | 8,509      | 15,477     | [ 77 ]     | 308.2       | 167.2           | 475.4      | [ 78 ]     |
| 1924 | 9,600      | 17,040     | [ 79 ]     | 408.7       | 194.3           | 603.0      | [ 80 ]     |
| 1925 | 9,951      | 19,462     | [ 81 ]     | 385.3       | 200.0           | 585.3      | [ 82 ]     |
| 1926 | 10,709     | 19,750     | [ 83 ]     | 402.9       | 200.0           | 602.9      | [ 84 ]     |
| 1927 | 13,045     | 22,982     | [ 85 ]     | 823.2       | 1.0             | 824.2      | [ 86 ]     |
| 1928 | 14,766     | 26,785     | [ 87 ]     | 430.0       | 200.0           | 630.0      | [ 88 ]     |
| 1929 | 15,211     | 27,031     | [ 89 ]     | 451.7       | 220.0           | 671.7      | [ 90 ]     |
| 1930 | 14,682     | 25,682     | [ 91 ]     | 394.1       | 220.0           | 614.1      | [ 92 ]     |
| 1931 | 14,230     | 24,993     | [ 93 ]     | 427.2       | 220.0           | 627.2      | [ 29 ]     |
| 1932 | 17,310     | 30,398     | [ 94 ]     | 464.6       | 36.0            | 500.6      | [ 95 ]     |
| 1933 | 17,617     | 30,863     | [ 96 ]     | 529.9       | 36.0            | 565.9      | [ 97 ]     |
| 1934 | 17,682     | 31,381     | [ 98 ]     | 554.9       | 34.0            | 588.4      | [ 99 ]     |
| 1935 | 17,982     | 32,286     | [ 100 ]    | 519.9       | 34.0            | 553.9      | [ 101 ]    |
| 1936 | 18,056     | 32,127     | [ 102 ]    | 514.4       | 34.0            | 548.4      | [ 103 ]    |
| 1937 | 19,944     | 34,413     | [ 104 ]    | 584.0       | 34.0            | 618.0      | [ 105 ]    |
| 1938 | 19,951     | 35,485     | [ 106 ]    | 880.7       | 250.0           | 1130.7     | [ 107 ]    |

- 1932年以降は茨城電気のデータ。

## 収支及び配当率
| 年   | 収入 [円] | 支出 [円] | 利益 [円] | 配当率 [%] | 配当率 [%] | 出典            |
| 年   | 収入 [円] | 支出 [円] | 利益 [円] | 上期       | 下期       | 出典            |
| ---- | --------- | --------- | --------- | ---------- | ---------- | --------------- |
| 1912 | 3,039     | 3,517     | -478      | -          | -          | [ 108 ]         |
| 1913 | 15,528    | 12,060    | 3,468     | 1.5        | 6.0        | [ 109 ]         |
| 1914 | 16,556    | 12,301    | 4,255     | 3.0        | 6.0        | [ 110 ]         |
| 1915 | 17,001    | 11,616    | 5,385     | 7.0        | 8.0        | [ 111 ]         |
| 1916 | 19,944    | 12,260    | 7,684     | 9.0        | 10.0       | [ 112 ]         |
| 1917 | 29,642    | 16,208    | 13,434    | 12.0       | 12.0       | [ 113 ]         |
| 1918 | 37,627    | 22,453    | 15,174    | 12.0       | 12.0       | [ 114 ]         |
| 1919 | 57,162    | 36,106    | 21,056    | 13.0       | 13.0       | [ 115 ]         |
| 1921 | 152,899   | 108,756   | 44,143    | 13.0       | 13.0       | [ 116 ]         |
| 1923 | 130,861   | 89,814    | 41,047    | 15.0       | -          | [ 117 ]         |
| 1924 | 323,699   | 198,451   | 125,248   | 15.0       | 15.0       | [ 118 ]         |
| 1925 | 307,698   | 188,906   | 118,792   | 15.0       | 15.0       | [ 119 ]         |
| 1926 | 369,694   | 198,511   | 171,083   | 15.0       | 15.0       | [ 120 ]         |
| 1927 | 340,295   | 215,055   | 125,240   | 15.0       | 15.0       | [ 121 ]         |
| 1928 | 385,960   | 252,021   | 133,939   | 15.0       | 15.0       | [ 122 ]         |
| 1929 | 412,087   | 282,927   | 129,160   | 15.0       | 15.0       | [ 123 ]         |
| 1930 | 385,199   | 269,720   | 115,479   | 7.0        | 7.0        | [ 124 ]         |
| 1931 | 323,720   | 229,115   | 94,605    | 12.0       | 10.0       | [ 2 ]           |
| 1932 | 362,862   | 243,728   | 119,134   | 6.8        | 7.0        | [ 125 ]         |
| 1933 | 388,164   | 275,041   | 113,123   | 7.0        | 7.0        | [ 126 ] [ 127 ] |
| 1934 | 400,590   | 285,642   | 114,948   | 7.0        | 7.0        | [ 128 ] [ 129 ] |
| 1935 | 403,385   | 285,398   | 117,987   | 7.0        | 7.0        | [ 130 ] [ 131 ] |
| 1936 | 414,178   | 300,644   | 113,534   | 7.0        | 7.0        | [ 132 ] [ 133 ] |
| 1937 | 437,567   | 321,994   | 115,582   | 7.0        | 7.0        | [ 134 ] [ 135 ] |
| 1938 | 458,173   | 342,686   | 115,487   | 7.0        | 7.0        | [ 4 ] [ 5 ]     |

- 1932年以降は茨城電気のデータ。